# 拉皮尔 (纽约州)
拉皮尔（英語：Lapeer）是位于美国纽约州科特兰县的一个镇，地处科特兰县南端、科特兰市以南。2010年美国人口普查时，该镇有767人。最初的定居者于1799年左右到达这里。1845年，拉皮尔镇正式建立。